# Cleonyminae
Cleonyminae Walker, 1837 è una sottofamiglia di insetti della famiglia degli Pteromalidi (Hymenoptera: Chalcidoidea) comprendente circa 40 specie parassitoidi.

## Morfologia
I Cleonimini presentano una certa eterogeneità morfologica, possono essere confusi con gli Eupelmidi sia per i caratteri morfologici sia per la biologia. In generale hanno un corpo con colori non metallici nel capo e nel torace. Le antenne sono provviste di uno o più anelli, in alcune specie sono ramificate nel maschio o comunque più o meno differenziate.
Il pronoto è in genere piuttosto allungato, più stretto del mesoscuto, generalmente a forma di campana. I notauli sono assenti o incompleti. Diverse specie hanno i femori anteriori ingrossati e, in alcune, dentati sulla faccia ventrale. Le ali sono talvolta ridotte oppure maculate.

## Biologia
I Cleonini di cui si conosce la biologia sono parassitoidi di Coleotteri xilofagi (Cerambicidi e Scolitidi) oppure di fitofagi che vivono negli steli di piante erbacee. Alcuni di questi appartengono all'ordine degli Imenotteri (Euritomidi, Aculeati).

## Sistematica
La sottofamiglia comprende circa 260 specie distribuite in oltre 40 generi:
- Agamerion
- Agrilocida
- Amazonisca
- Boucekius
- Bruesisca
- Callocleonymus
- Chadwickia
- Chalcedectus
- Chalcidiscelis
- Cleonymus
- Dasycleonymus
- Epistenia
- Eupelmophotismus
- Glyphotoma
- Grooca
- Hadroepistenia
- Hedqvistia
- Heydenia
- Heydeniopsis
- Lycisca
- Marxiana
- Mesamotura
- Neboissia
- Neoepistenia
- Nepistenia
- Notanisus
- Oodera
- Paralycisca
- Parepistenia
- Proglochin
- Proshizonotus
- Protoepistenia
- Riekisura
- Romanisca
- Scaphepistenia
- Shedoepistenia
- Solenura
- Striatacanthus
- Thaumasura
- Urolycisca
- Westwoodiana
- Zolotarewskya